# Degia adunca
Degia adunca is een vlinder uit de familie van de zakjesdragers (Psychidae). De wetenschappelijke naam van de soort is voor het eerst geldig gepubliceerd in 2009 door Thomas Sobczyk.
Het mannetje heeft een spanwijdte van 14 tot 16 millimeter en antennes van 2,5 millimeter. Het vrouwtje is niet beschreven.
De soort komt voor in Zuidoost-Azië en is waargenomen in Thailand, Maleisië en Indonesië (Sumatra).

## Type
- holotype: "male, 2.IX.1997. leg. E.W. Diehl"
- instituut: ZSM, München, Duitsland
- typelocatie: "Indonesia, Sumatra Utara, Sungei Kopas"